# Valerie Trouet
Valerie Trouet (Heverlee, 1974) is een Belgisch bio-ingenieur. Ze is vooral bekend van haar wetenschappelijk onderzoek op het gebied van de dendrochronologie, de datering van jaarringen van bomen. In 2016 was Trouet medeontdekker van Adonis, de oudste levende boom van Europa. In 2020 ontving ze de Jan Wolkers Prijs voor haar boek Wat bomen ons vertellen. 

## Biografie
In 2004 behaalde ze de titel van doctor in de bio-ingenieurwetenschappen aan de Universiteit van Leuven. Tussen 2007 en 2010 was ze verbonden aan het Zwitserse Federaal Instituut voor Bos-, Sneeuw- en Landschapsonderzoek. Vanaf 2011 is ze assistent-professor aan de Universiteit van Arizona om er in 2020 gewoon hoogleraar paleoklimatologie te worden.
In 2022 werd Trouet aangesteld als wetenschappelijk directeur van het Klimaatcentrum, een functie waaruit ze einde 2024 ontslag nam, “om persoonlijke redenen”. Op 23 november 2024 schreef ze een opmerkelijk opiniestuk in De Morgen, waarin ze duidelijk afstand nam van eerdere inspanningen om het klimaatbeleid publiek te verdedigen: 
Ik heb het u gezegd en u heeft uw schouders opgehaald. Trek uw plan, het zijn uw kinderen, bescherm ze zelf.

## Publicaties (selectie)
Trouet rubliceerde talrijke wetenschappelijke publicaties. 
- 2500 years of European climate variability and human susceptibility (2011) in Science[5][6]

Daarnaast schreef ze ook een boek
- Wat bomen ons vertellen - een geschiedenis van de wereld van de jaarringen (2020), oorspronkelijke titel: Tree Story: The History of the World Written in Rings